# NGC 1454
NGC 1454 في الفهرس العام الجديد، هو نجم، يقع في كوكبة النهر. اكتشف في 1886 .

## روابط خارجية
- NGC 1454 على موقع ويكي سكاي: DSS2, SDSS, GALEX, IRAS, Hydrogen α, X-Ray, Astrophoto, Sky Map, Articles and images